# Einsam Zweisam
 Einsam Zweisam  (Originaltitel: Deux moi) ist ein französischer Spielfilm aus dem Jahr 2019. Regie führte der französische Regisseur Cédric Klapisch.

## Handlung
Rémy und Mélanie kennen sich nicht, obwohl sie in Paris in zwei benachbarten Häusern auf derselben Etage leben. Beide versuchen erfolglos, einen Partner, insbesondere in sozialen Netzwerken, zu finden. Immer wieder kreuzen sich ihre Wege beim Einkaufen im Lebensmittelladen oder beim Weg zur Arbeit. Beide unterziehen sich einer Psychotherapie und es kommen dadurch traumatische Erlebnisse in der Kindheit ans Tageslicht. Ebenso gibt es Treffen mit potentiellen Partnern und eine Katze wechselt von Rémy zu Mélanie. Auch im Berufsleben orientieren sich beide neu. So wechselt Rémy von der Lagerarbeit zu einem Callcenter, wo er auch eine junge Frau kennenlernt und Mélanie präsentiert ihre Forschungsergebnisse in einem Pharmakonzern. Am Ende lernen sie sich dann eher zufällig bei einer Kompa-Tanzstunde in der Nachbarschaft kennen.

## Produktion und Veröffentlichung
Der Film ist eine Co-Produktion von Ce Qui Me Meut Motion Pictures mit Studiocanal und France 2 Cinéma.
Er wurde vom 15. Oktober bis zum 14. Dezember gedreht, Spielorte sind vor allem das 18. Arrondissement von Paris und Villar-d’Arêne im Département Hautes-Alpes.
Das Drehbuch schrieb Klapisch zusammen mit Santiago Amigorena (* 1961), der bereits an zwei weiteren Filmen des Regisseurs als Coautor beteiligt war. 
Einsam Zweisam ist der letzte Film der Schauspielerin Renée Le Calm, die in sechs Filmen von Cédric Klapisch mitgewirkt hat. Sie starb im Juni 2019 im Alter von hundert Jahren, sechs Monate nach Ende der Dreharbeiten und drei Monate vor Kinostart des Films. Beide Hauptdarsteller waren auch Protagonisten in Cedrics vorhergehendem Film Der Wein und der Wind.
Regisseur Cédric Klapisch hat einen Cameo-Auftritt als einer der Gäste auf einer Feier des Psychologen Meyer.
Kinostart in Deutschland war der 19. Dezember 2019.

## Trivia
Rémys Psychotherapeut, der im Film mit Nachnamen Meyer heißt, hat den gleichen Familiennamen und übt den gleichen Beruf aus wie die Mutter von Cédric Klapisch, Françoise Meyer, Psychoanalytikerin.

## Kritik
Der Filmdienst schreibt: „Die Tragikomödie kreist um das Thema urbaner Einsamkeit und wechselt dabei geschickt zwischen den Geschichten der beiden Hauptfiguren. In der Vielzahl an Episoden und Selbstzitaten überfrachtet Regisseur Cédric Klapisch mitunter die Handlung, führt diese durch eine einfühlsame Inszenierung aber immer wieder in die Spur zurück.“
Luc Chessel von der Tageszeitung Libération glaubt zu erkennen: „Gemäß einem immer wiederkehrenden Paradoxon, an das uns Klapischs Gesamtwerk gewöhnt hat, ist der Film subtiler als seine Aussage, weniger dumm als sein Inhalt, besser gemacht als sein Diskurs.“ Das eigentliche Thema des Films sei „Cédric Klapischs Lieblingsthema: Wie lebt man gut im Kapitalismus? Wie man sich gemütlich in die Lücke kuschelt, die durch unser bequemes alltägliches ‚Trotzdem‘ geöffnet wird.“ Emilie Leoni vom Wochenmagazin Télé-Loisirs fand: „Aber vor allem ist Einsam Zweisam ein hübsches urbanes Märchen, das (noch) an das Menschliche glauben will.“
Milde Kritik äußert Renaud Baronian von der Tageszeitung Le Parisien am Film: „Er hat zwar einige Längen und Klischees (Mélanies Sitzungen bei einer unwahrscheinlichen Psychiaterin, der Lebensmittelhändler in Barbès, der zu philosophisch ist, um wahr zu sein...), macht dies aber in zahlreichen Sequenzen wieder wett, die von einer urbanen Poesie beherrscht werden, die von einer schönen grauen Sanftheit geprägt ist.“
Lobend äußerte sich Laurent Cambon auf aVoir-aLire: „Die Schauspieler bevorzugen übrigens ein verblüffend natürliches Spiel, ohne jemals zu versuchen, Schauspieler zu sein. Die besten Schauspieler sind übrigens zweifellos die Bewohner dieses Viertels, die in den liebenswerten Läden mit großen Filmfiguren wie Zinedine Soualem, Simon Abkarian, Pierre Niney oder Camille Cottin zusammenarbeiten.“ Potentiellen Kritikern entgegnet Cambon: „Der Regisseur vermittelt seine Freude daran, populäres Kino im edlen Sinne des Wortes zu machen. Man wird ihm zweifellos einige Karikaturen vorwerfen, insbesondere in der Art und Weise, wie er die Psychoanalysesitzungen filmt. Aber das Wichtigste ist: Die Zuschauer tun sich selbst etwas Gutes, und genau das ist der Schlüssel zum Erfolg dieses Films.“